# Långtjärnen (Anundsjö socken, Ångermanland, 707162-160311)
Långtjärnen är en sjö i Örnsköldsviks kommun i Ångermanland och ingår i Moälvens huvudavrinningsområde.